# Stanisław Grudziński

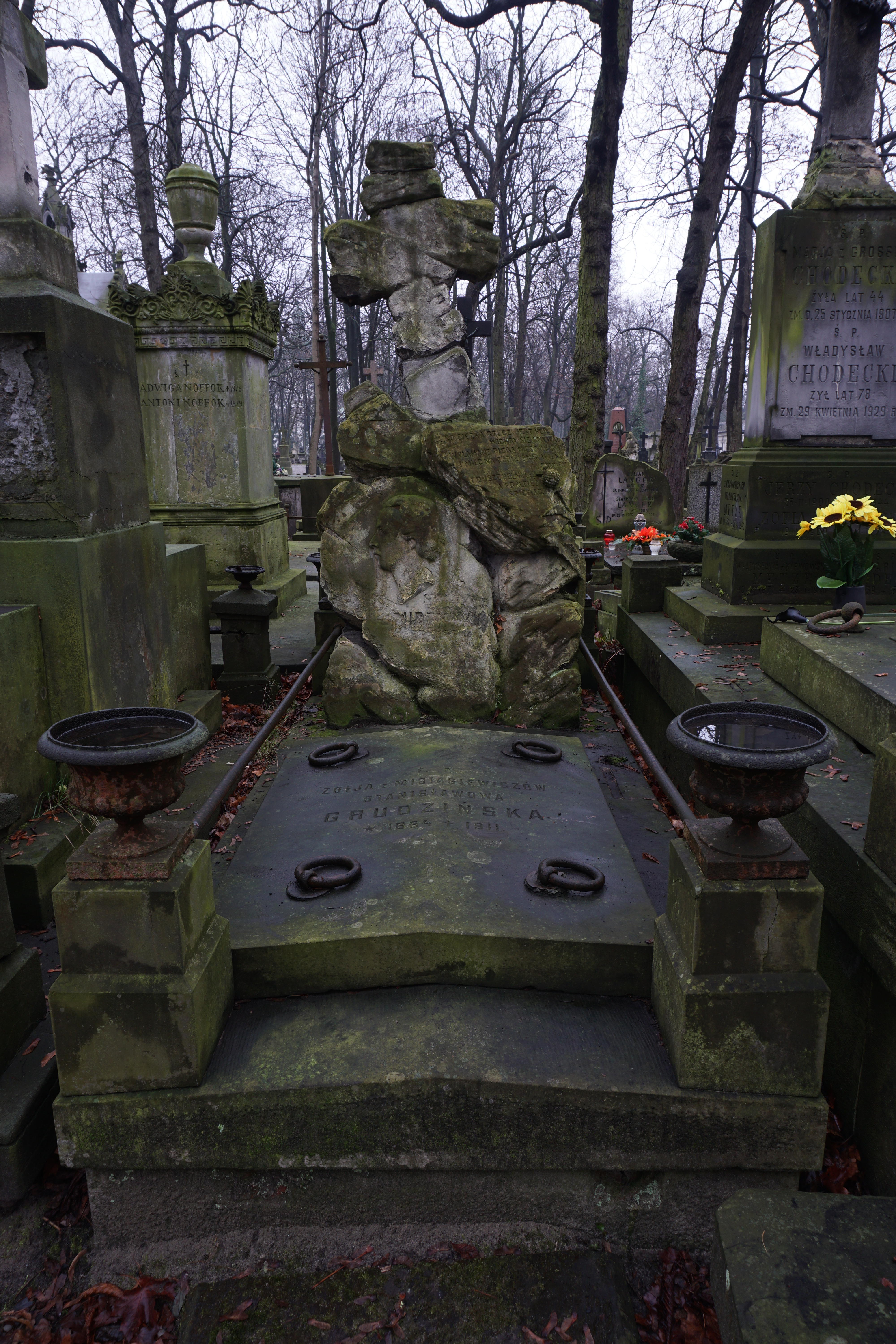
Grób Stanisława Grudzińskiego na cmentarzu Powązkowskim

Stanisław Grudziński ps. Kazimierz Grzymała (ur. 27 kwietnia 1852 w Wodzianikach pod Zwinogrodem Kijowskim, zm. 3 czerwca 1884 w Warszawie) – polski poeta, powieściopisarz i publicysta.

## Życiorys
Był synem sędziego. Studiował prawo na Uniwersytecie Kijowskim oraz filozofię na Uniwersytecie Jagiellońskim. W latach 1870–1876 mieszkał we Lwowie, następnie przeniósł się do Warszawy. Literacko debiutował w 1870 komedią Groch na ścianę. Współpracował m.in. z czasopismami „Kurier Warszawski”, „Kłosy”, „Tygodnik Powszechny” (w latach 1878–1882 prowadził tam dział literacki). W 1882 z powodu gruźlicy przerwał pracę zawodową. Spoczywa na cmentarzu Powązkowskim w Warszawie (kwatera 30, rząd 6, grób 4).

## Twórczość
W twórczości poetyckiej był epigonem romantyków, bliskim tradycjom szkoły ukraińskiej. W powieściach i publicystyce prezentował poglądy konserwatywne. Tłumaczył na polski utwory Lermontowa, Szewczenki i Musseta.
Wybrane utwory wydane za życia:
- Groch na ścianę (1870)[2], komedia
- Idealista (1871)[3], poezje
- Na ruinach (1874), poemat
- Łokciem i miarką (1879)[4], powieść
- Zuch dziewczyna (1879)[5], powieść
- Pod szczęśliwą gwiazdą[6] (1880), powieść
- Powieści ukraińskie (t. 1–2 1879–80)
- Wbrew opinii[7][8] (1882)
- Poezje[9] (1883)

Pisma wydane pośmiertnie:
- Nowele[10] (1887)
- Żona artysty (1891)
- Świat i pustynia[11] (1897)